# Trou du Toro

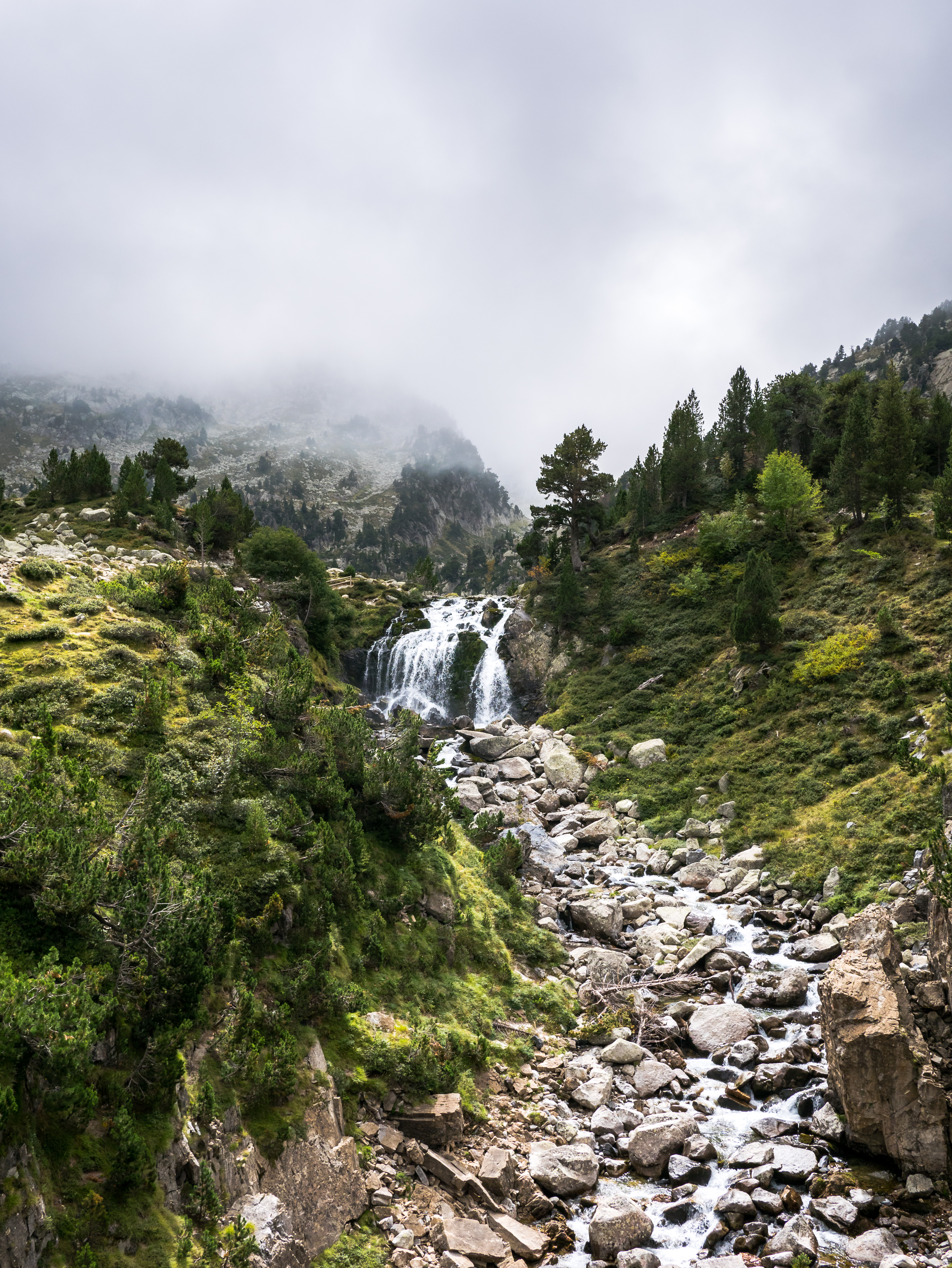
La cascade des Aigualluts.

Le trou du Toro, aussi appelé de manière plus officielle Forau de Aigualluts, est un gouffre situé à 2 074 m d'altitude, dans la haute vallée de l'Esera, dans les Pyrénées espagnoles, en Aragon (province de Huesca), au pied du massif de la Maladeta. 

## Géologie
La rivière Esera, née dans le massif de la Maladeta, se dirige vers l'ouest, puis s'oriente au sud pour se jeter dans l'Èbre, dont le cours vers l'est s'achève dans la Méditerranée. À peu de distance des sources de l'Esera, le trou du Toro est un gouffre karstique, d'environ 70 mètres de diamètre et 40 mètres de profondeur, qui reçoit dans une chute spectaculaire les eaux du torrent des Barrancs, issu des glaciers de l'Aneto, des Barrancs et de la Maladeta. Pendant longtemps, on a ignoré vers où ces eaux se dirigeaient. 
Dès 1787, le premier pyrénéiste historique, Ramond de Carbonnières, émit l'hypothèse qu'elles pouvaient constituer une des sources de la Garonne, autrement dit, qu'elles devaient aboutir dans l'Atlantique, contrairement à celles de l'Esera toute proche. Cette thèse (« légende admise sans preuves ») fut combattue avec ardeur par le savant Émile Belloc, qui se livra lui-même à des expériences de coloration, entre 1897 et 1900, sans résultats. Mais, en 1931, le spéléologue Norbert Casteret établissait la justesse de l'idée de Ramond, en déversant (frauduleusement, en évitant d'être repéré par les carabiniers espagnols) dans le gouffre du Toro six barils de fluorescéine. Quelques heures plus tard, les eaux, jaillissant de l'autre côté de la crête séparant l'Aragon de la Catalogne, en l'occurrence en Val d'Aran, après un parcours souterrain de 3,6 km, sortaient, avec la couleur caractéristique, du Guelh de Joèu, ou Uell de Joeu (« l'Œil de Jupiter »), à 1 658 m d'altitude, source d'un torrent affluent de la Garonne. La preuve était faite, et la Garonne des Aranais, naissant au Pla de Beret, en haut Val d'Aran, était donc supplantée par ce ruisseau né à une altitude supérieure.

## Étymologie
L'appellation de trou du Toro qui n'est utilisée que localement et en France (en Espagne et ailleurs, on parle de Forau de Aigualluts) résulte d'une mutation abusive due aux guides du XIXe siècle. Le véritable trou du Toro est un gouffre, situé plus haut, à proximité du col du Toro (còth deth Hòro) qui sépare la vallée de l'Esera de l'Artiga de Lin, en val d'Aran. Le Forau de Aigualluts présentait l'avantage d'être plus proche et plus accessible pour les touristes venus essentiellement de Luchon et le trou du Toro sonnait mieux, d'où l'adoption de ce nom.
Il n'y a pas d'explication sourcée concernant un taureau dans cette zone (on écrit toujours Toro, à l'espagnole). Le taureau est souvent lié à la découverte de statues de la Vierge, de saints, ou plus rarement de trésors. Les hypothèses sur l'étymologie hésitent entre une appellation pléonastique, comme c'est souvent le cas, due à une confusion entre le nom local et l'appellation en langue administrative (on a un exemple fameux avec les lacs des Boums, ou lacs des lacs, près du port de Vénasque), et une plus douteuse, mais pittoresque, explication née d'une légende. Le gouffre serait simplement un forau (« trou » ou « gouffre », en catalan local — nom que l'on retrouve dans d'autres appellations, comme le Forau de la Neu) qui se dit horau (houraou) ou hòro en gascon tel qu'on le parle dans le Val d'Aran. Ce serait donc le trou deth horau, ou le trou du trou, la sonorité du terme étant naturellement transformée en deth toro, du « taureau ».

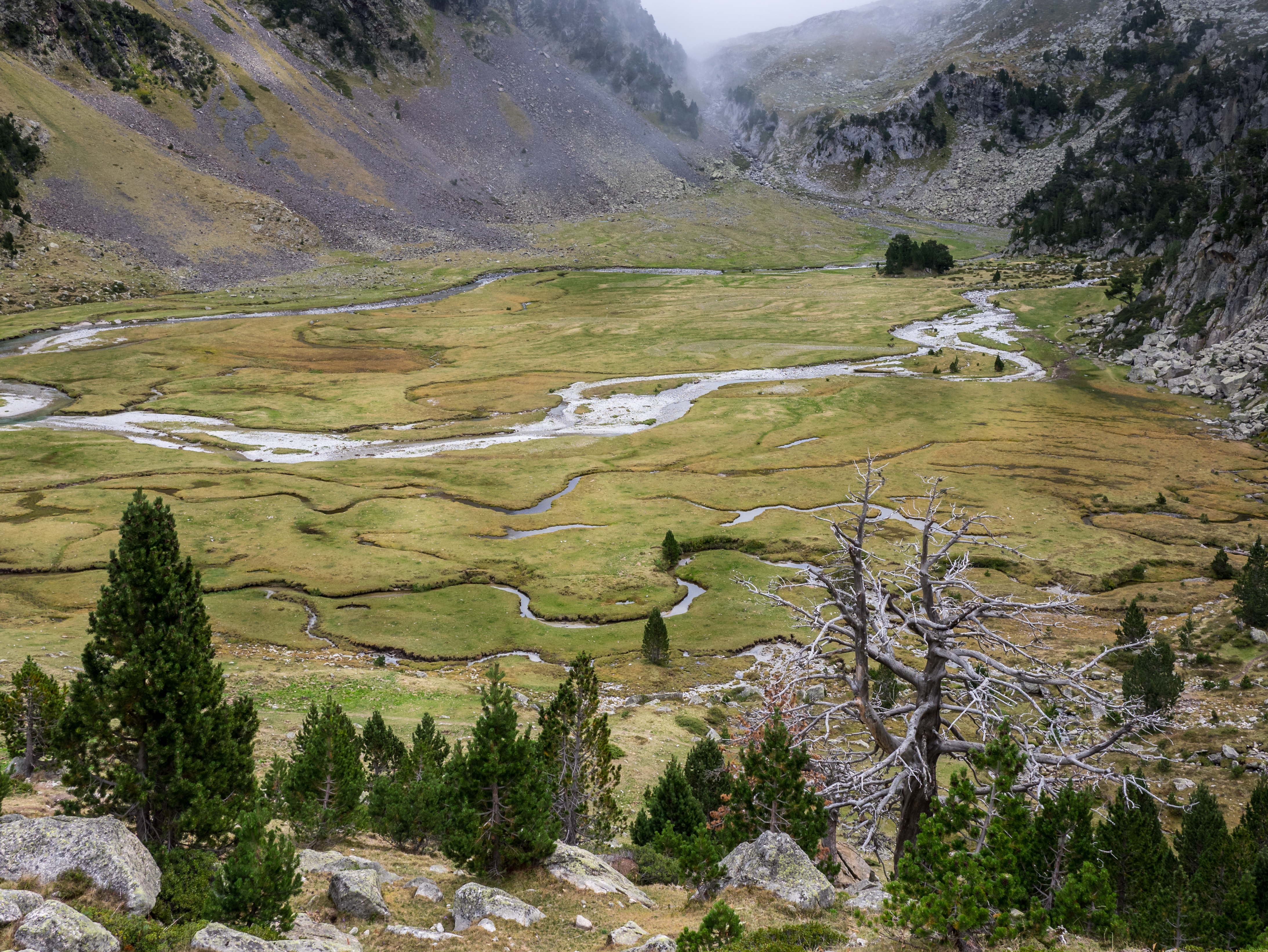
Plan d'Aigualluts.

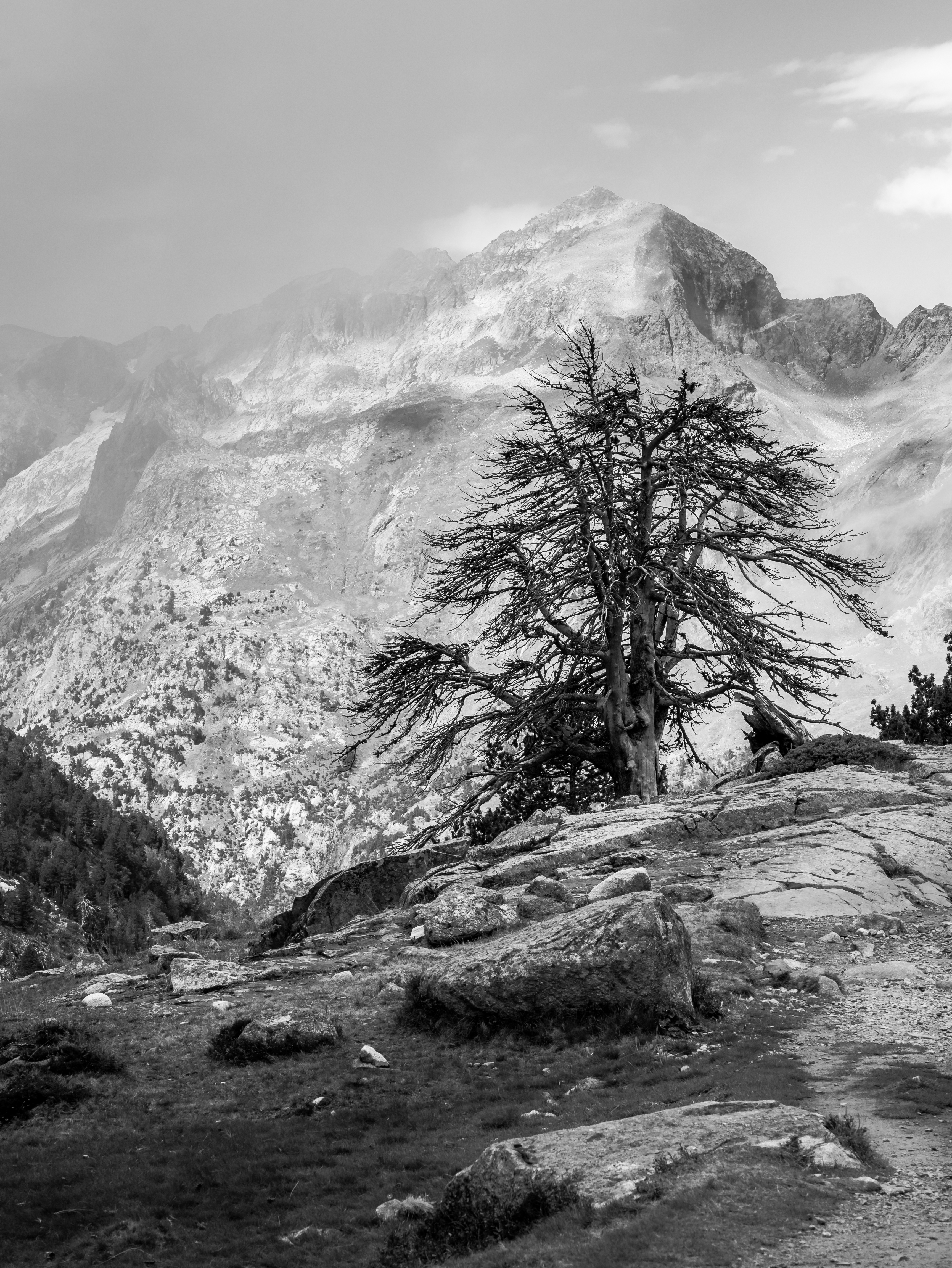
Arbre mort près du trou du Toro. Septembre 2017.

L'autre explication serait en relation avec de nombreuses légendes liées aux gouffres, censés receler des trésors, et à l'exploitation très ancienne de mines (le pic de la Mine n'est pas loin). Ce serait alors le forau deth oro, le « trou de l'or ». Au XIXe siècle, Émile Belloc a rapporté l'histoire d'un groupe de Luchonnais, dont deux guides célèbres, Nate et Argarot (deux des vainqueurs de l'Aneto en 1842) autrement dit respectivement Pierre Redonnet et Jean Sors, et des personnes connues de la ville, qui auraient tenté de descendre dans le gouffre qui portait ce nom à l'origine, à la recherche du trésor. L'un d'eux, Marquizeau, descendit le long d'une corde, qui s'avéra trop courte, il tomba sans trop de mal, mais ses compagnons terrorisés se seraient enfuis sans l'autorité du quatrième, Tajan, ancien soldat, qui les menaça de son fusil pour qu'ils tirent l'homme de sa mauvaise posture. Ceci fait, ils retournèrent à Luchon sans plus chercher de trésor, mais le retentissement de cette aventure suscita la curiosité des touristes : On dit que les guides luchonnais se souvinrent fort à propos qu’un de leurs devanciers [...] avait eu depuis longtemps déjà l’idée géniale de baptiser le gouffre du Plan Ayguallud Trou du Toro. [...] La supercherie réussit à merveille, et, voilà plus d’un demi-siècle, chaque fois qu’un voyageur veut aller au Trou du Toro, qu’on le conduit imperturbablement au Plan d’Ayguallud.